# 劉元卿
劉元卿（1544年—1609年），字調甫，號旋宇，一號瀘瀟，江西安福縣人。明朝學者。

## 生平
隆慶四年（1570年），劉元卿中式庚午科江西鄉試第五名舉人。次年上京會試，對策時極陳時弊，主試者不敢錄。張居正聞訊大怒，下令申飭，且派人秘密調查，其人反以實情相告，劉元卿方得免罪。
回鄉後，劉元卿師從王陽明弟子、同縣學者劉陽，萬曆二年（1574年），劉元卿再應會試不第，於是絕意科考。多次為人推薦，召為國子監博士。擢禮部主事，疏請神宗早朝勤政，又請求將鄒守益、王艮從祀文廟，釐正外蕃朝貢舊儀。不久，托病歸里，盡力著述。《明史》有傳。

## 著作
著作有《山居草》、《還山續草》、《諸儒學案》、《賢弈編》、《思問編》、《禮律類要》、《大學新編》等。